# Otto Kronburger
Otto Anton Kronburger (* 5. August 1889 in München; † 1944/1945) war ein deutscher Schauspieler.

## Leben und Wirken
Kronburger hatte seine künstlerische Ausbildung an der Theaterschule Otto König seiner Heimatstadt München erhalten und überdies Privatunterricht bei Albert Steinrück genommen. Sein erstes Engagement führte ihn 1906 ans Münchner Volkstheater. Von 1908 bis 1911 wirkte er am Kleinen Theater, im Anschluss daran ging Kronburger nach Sigmaringen, wo er erstmals auch als Regisseur (1911) arbeiten konnte.
Während er 1920 an Otto Falckenbergs Münchner Kammerspielen engagiert gewesen war, gab Otto Kronburger seinen Einstand mit einer Hauptrolle beim Film. Bald musste er sich mit Nebenrollen begnügen, im Tonfilm schrumpften Kronburgers Auftritte auf Chargenformat. Ab 1941 kaum mehr vor der Kamera aktiv, konzentrierte sich Otto Kronburger wieder auf seine Bühnentätigkeit, ging auf Gastspieltournee und arbeitete zuletzt (1943/44), bis zur Schließung aller Bühnen im Reichsgebiet im Spätsommer 1944, als Spielleiter des Stadttheaters von Karlsbad (Sudetenland). Kronburger gilt seit dem 1. Januar 1945 in der Nähe von Warschau als vermisst.

## Filmografie
- 1920: Die Hexe von Lolaruh
- 1920: Der Abtrünnige
- 1921: Die Nacht der Einbrecher
- 1921: Der rote Schatten
- 1922: Die Tragödie eines Volkes (Der Schmied von Kochel, 2 Teile)
- 1922: Der Favorit der Königin
- 1924: Helena (2 Teile)
- 1924: Der gestohlene Professor
- 1924: Kampf um die Scholle
- 1925: Das Geheimnis einer Stunde
- 1926: Potsdam, das Schicksal einer Residenz
- 1926: An der Weser
- 1927: Prinz Louis Ferdinand
- 1927: Dirnentragödie
- 1927: Die Frau mit dem Weltrekord
- 1928: Die Räuberbande
- 1928: Die Yacht der sieben Sünden
- 1928: Indizienbeweis
- 1928: Die Carmen von St. Pauli
- 1928: Skandal in Baden-Baden
- 1929: Diane
- 1929: Die nicht heiraten dürfen
- 1929: Gefahren der Brautzeit
- 1930: Das Donkosakenlied
- 1930: Va Banque
- 1930: Sonntag des Lebens
- 1932: An heiligen Wassern
- 1932: Kampf um blond
- 1932: Die unsichtbare Front
- 1932: Der Rebell
- 1932: Moral und Liebe
- 1933: Schüsse an der Grenze
- 1934: Abenteuer im Südexpreß
- 1934: Der Herr der Welt
- 1935: Regine
- 1935: Familie Schimek
- 1935: Liebesleute
- 1936: Schloß Vogelöd
- 1936: Eskapade
- 1936: Das Veilchen vom Potsdamer Platz
- 1936: Fridericus
- 1937: Gordian, der Tyrann
- 1937: Der Lachdoktor
- 1937: Streit um den Knaben Jo
- 1937: Gewitterflug zu Claudia
- 1938: Heiratsschwindler
- 1938: Was tun, Sybille?
- 1938: Dreizehn Mann und eine Kanone
- 1939: Wenn Männer verreisen
- 1939: Kennwort Machin
- 1940: Ein Robinson
- 1940: Die unvollkommene Liebe
- 1940: Zwischen Hamburg und Haiti
- 1940: Das himmelblaue Abendkleid
- 1941: Frau Luna
- 1941: Heimaterde
- 1942/44: Philharmoniker

## Hörspiele
- 1926: Ludwig Thoma: Erster Klasse (Sylvester Gsottmaier, Landwirt) – Regie: Alfred Braun (Sendespiel, Funk-Stunde Berlin)
- 1932: Bertolt Brecht: Die heilige Johanna der Schlachthöfe (Detektiv/Kellner) – Regie: Alfred Braun (Hörspiel, Funk-Stunde Berlin)